# Zilte schotelkorst
Zilte schotelkorst (Myriolecis zosterae) is een korstmossoort behorend tot de familie Lecanoraceae. Hij leeft in symbiose met de alg Trebouxia.

## Determinatie
Zilte schotelkorst is een korstvormig korstmos. Het thallus is dun, lichtgrijs en ondergedompeld. Het prothallus is niet zichtbaar. De apotheciën zijn iets gesteeld, tot 3 mm diameter, schijf donker roodbruin met een dunne, witte rand. Er zijn geen pycnidiën aanwezig.
Hij heeft geen kenmerkende kleurreacties (K−, C−, KC−, P−). 
De asci zijn 8-sporig, clavaat en meten tot 33–45 × 10–15 µm. De ascosporen liggen in de ascus biserieel gerangschikt. De sporen zijn hyaliene, enkelvoudig, ellipsoïde tot ovaal en meten 8,9–13,3 × 5,0–5,9 µm.
Hij lijkt op:
- verborgen schotelkorst (Lecanora dispersa) en kleine schotelkorst (Lecanora hagenii), maar verschilt in de donkere kleur van de apotheciën.

Hij lijkt ook op:
- witte schotelkorst (Lecanora chlarotera) en eikenschotelkorst (Lecanora pulicaris), die een K+ geel thallus hebben

## Ecologie
Zilte schotelkorst is kustgebonden soort die wordt gevonden op hardhout van onder andere strandpalen en een enkele keer op steen.

## Verspreiding
Het verspreidingsgebied van zilte schotelkorst strekt zich uit over Europa, Noord-Amerika, Rusland en op enkele plaatsen op het zuidelijk halfrond. In Nederland is de soort zeer zeldzaam en komt alleen aan de kust voor.